# 甲茶镇
甲茶镇，是中华人民共和国贵州省黔南布依族苗族自治州平塘县下辖的一个乡镇级行政单位。
2014年2月13日，贵州省人民政府批复同意平塘县部分乡镇行政区划调整，新设置的甲茶镇辖原摆茹镇、西凉乡及原卡罗乡的冗空村，镇人民政府驻摆河村。

## 行政区划
甲茶镇下辖以下地区：
摆河村、兴荣村、新优村、摆洗村、金贡村、马场村、甲茶村、冗空村、兴发村、堡上村、拉抹村、团结村和六寨村。